# Carcedo de Burgos
Carcedo de Burgos település Spanyolországban, Burgos tartományban. Carcedo de Burgos Cardeñadijo, Cardeñajimeno, Castrillo del Val, Ibeas de Juarros, Los Ausines, Revillarruz és Modúbar de la Emparedada községekkel határos. Lakosainak száma 484 fő (2024).

## Népesség
A település népessége az utóbbi években az alábbiak szerint változott:
| Lakosok száma | 171  | 221  | 253  | 329  | 357  | 380  | 398  | 399  | 448  | 484  |
|               | 2001 | 2004 | 2006 | 2009 | 2011 | 2014 | 2016 | 2019 | 2021 | 2024 |